# Isla Guy Fawkes
Isla Guy Fawkes är en ö i Ecuador.   Den ligger i provinsen Galápagos, i den västra delen av landet, 1 300 km väster om huvudstaden Quito.
Terrängen på Isla Guy Fawkes är varierad. Öns högsta punkt är 22 meter över havet.